# Nico Paz
Nicolás Paz Martínez (* 8. září 2004) je argentinský profesionální fotbalista, který hraje na pozici ofenzivního záložníka za italský klub Como 1907. Narodil se ve Španělsku, ale hraje za argentinský národní tým.

## Klubová kariéra

### Real Madrid

#### Mládežnická kariéra
Paz hrál za mládežnické týmy CD San Juan a Tenerife a v roce 2016 připojil k La Fábrice.
Zpočátku začínal svou kariéru jako střední obránce, ale později hrál na pozici středního útočníka a následně přešel na křídlo, kde hrál za tým do 19 let. Vyhovovalo mu také působit na pozici středního záložníka a tvořit hru.
Za B-tým Realu Madrid debutoval při výhře 3:1 nad Andorrou v lednu 2022, když nastoupil v 82. minutě jako náhradník za Ivána Moranteho.

#### Sezóna 2023/24: debut za první tým
Dne 8. listopadu 2023 Paz debutoval v prvním týmu a Lize mistrů v zápase skupinové fáze proti Braze jako náhradník v 77. minutě, když na Estadio Santiago Bernabéu nahradil Federica Valverdeho. Dne 11. listopadu 2023 Paz debutoval za Real v La Lize při vítězství 5:1 nad Valencií, když v 82. minutě nahradil Daniho Carvajala. 29. listopadu vstřelil svůj první gól v Lize mistrů, když zajistil výhru 4:2 nad Neapolí.

### Como
Dne 25. srpna 2024 podepsal Paz čtyřletou smlouvu s klubem Como, který nově postoupil do Serie A, za údajný poplatek 6 milionů eur. Následující den debutoval za klub, když nastoupil jako náhradník při remíze 1:1 proti Cagliari. 19. října vstřelil svůj první gól za Como při remíze 1:1 s Parmou.

## Reprezentační kariéra
Paz se narodil v Santa Cruz de Tenerife na Kanárských ostrovech a na mezinárodní úrovni mohl reprezentovat Španělsko i Argentinu. Do argentinského národního týmu byl poprvé povolán v březnu 2022.
Paz byl také povolán do argentinského národního týmu do 20 let na turnaj Maurice Revella 2022 ve Francii. Později byl jmenován do předběžného 48členného týmu Argentiny pro Mistrovství světa ve fotbale 2022 v Kataru.
Dne 15. října 2024 Paz debutoval v národním týmu při výhře 6:0 nad Bolívií v kvalifikačním zápase na Mistrovství světa ve fotbale 2026, když si také připsal asistenci na gól Lionela Messiho.
Mnoho zdrojů blízkých AFA, včetně Gustava Peralty ze San Clemente, označilo Paze za budoucí hvězdu týmu.

## Osobní život
Paz je synem bývalého argentinského reprezentanta Pabla Paze, který hrál na Mistrovství světa ve fotbale 1998 ve Francii. Jeho matka je Španělka.

## Statistiky

### Klubové
Platí k zápasu hranému 13. dubna 2025.
| Klub                 | Sezóna            | Liga               | Liga   | Liga | Národní pohár | Národní pohár | Kontinentální | Kontinentální | Ostatní | Ostatní | Celkově | Celkově |
| Klub                 | Sezóna            | Soutěž             | Zápasy | Góly | Zápasy        | Góly          | Zápasy        | Góly          | Zápasy  | Góly    | Zápasy  | Góly    |
| -------------------- | ----------------- | ------------------ | ------ | ---- | ------------- | ------------- | ------------- | ------------- | ------- | ------- | ------- | ------- |
| Real Madrid Castilla | 2021/22           | Primera Federación | 6      | 0    | —             | —             | —             | —             | —       | —       | 6       | 0       |
| Real Madrid Castilla | 2022/23           | Primera Federación | 14     | 1    | —             | —             | —             | —             | 4       | 1       | 18      | 2       |
| Real Madrid Castilla | 2023/24           | Primera Federación | 29     | 10   | —             | —             | —             | —             | —       | —       | 29      | 10      |
| Real Madrid Castilla | Celkově           | Celkově            | 49     | 11   | —             | —             | —             | —             | 4       | 1       | 53      | 12      |
| Real Madrid          | 2023/24           | La Liga            | 4      | 0    | 1             | 0             | 3             | 1             | 0       | 0       | 8       | 1       |
| Como                 | 2024/25           | Serie A            | 31     | 6    | —             | —             | —             | —             | —       | —       | 31      | 6       |
| Celkově v kariéře    | Celkově v kariéře | Celkově v kariéře  | 84     | 17   | 1             | 0             | 3             | 1             | 4       | 1       | 92      | 19      |

### Reprezentační
Platí k zápasu hranému 25. března 2025.
| Národní tým | Rok     | Zápasy | Góly |
| ----------- | ------- | ------ | ---- |
| Argentina   | 2024    | 1      | 0    |
| Argentina   | 2025    | 1      | 0    |
| Celkově     | Celkově | 2      | 0    |

## Úspěchy
Real Madrid
- La Liga: 2023/24
- Supercopa de España: 2024
- Liga mistrů UEFA: 2023/24